# Leone Giraldoni
Leone Giraldoni (Parigi, 4 luglio 1824 – Mosca, 1º ottobre 1897) è stato un baritono italiano.

## Biografia

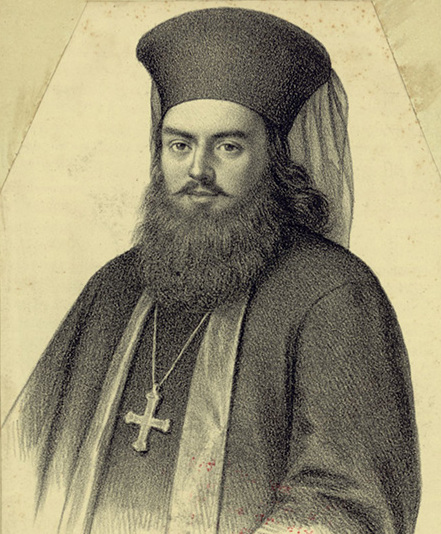
Leone Giraldoni ritratto in abiti di scena

Giraldoni studiò a Firenze con Luigi Ronzi e debuttò a Lodi nel 1847, nel ruolo del Gran Sacerdote nella Saffo di Giovanni Pacini. Il debutto alla Scala avvenne nel 1853, come Conte di Luna nel Trovatore di Giuseppe Verdi, e durante la sua lunga carriera Giraldoni cantò in tutta Europa con notevole successo. L'ultimo ruolo interpretato fu nel Don Giovanni d'Austria di Filippo Marchetti, al Teatro Costanzi di Roma, nel 1885.
Tra i ruoli creati dal Giraldoni:
- Simone Boccanegra, in Simon Boccanegra di Giuseppe Verdi, Teatro la Fenice di Venezia, 12 marzo 1857
- Vittore Pisani, in Vittor Pisani di Achille Peri, Teatro Comunitativo di Reggio Emilia, 21 aprile 1857
- Renato, in Un ballo in maschera Giuseppe Verdi, Teatro Apollo di Roma, 17 febbraio 1859
- Mazeppa, in Mazeppa di Carlo Pedrotti, Teatro comunale di Bologna, 3 dicembre 1861
- Paride, in Romeo e Giulietta di Filippo Marchetti, Teatro Grande di Trieste, 25 ottobre 1865
- Masaniello, in Salvator Rosa di Antônio Carlos Gomes, Teatro Carlo Felice di Genova, 21 marzo 1874
- Matteo, in Il violino del diavolo di Agostino Mercuri, Teatro Comunale di Cagli, 12 settembre 1878
- Il duca d'Alba, nel Duca d'Alba di Gaetano Donizetti, Teatro Apollo di Roma, 22 marzo 1882

I contemporanei descrivevano la sua voce come calda, amabile e uniforme. Fu anche considerato un valido attore, dotato di nobile e dignitosa presenza scenica e di buon fraseggio, qualità che ne fecero uno dei baritoni preferiti da Verdi.
Giraldoni apparteneva alla generazione di baritoni in grado di portare in scena i nuovi impegnativi lavori di Verdi, ma anche il repertorio belcantistico, con stile esemplare e capacità tecniche. Tra gli altri cantanti contemporanei di Giraldoni si possono segnalare Francesco Graziani, Antonio Cotogni, Francesco Pandolfini e Adriano Pantaleoni.
Al Teatro La Fenice nel 1856 è Carlo in Adelchi (Apolloni), nel 1857 Il Conte di Luna ne Il trovatore, Severo in Poliuto, Samuele in Ultimi giorni di Suli di Giovanni Battista Ferrari e Simon Boccanegra e nel 1877 con Adelina Patti Giorgio Germont in La traviata e Valentino in Faust (Gounod).
Dopo essersi ritirato dalle scene insegnò canto, dapprima a Milano, poi, dal 1891, al Conservatorio di Mosca.
Giraldoni si sposò col celebre soprano e violinista Carolina Ferni. Il loro figlio, Eugenio Giraldoni (1870–1924), divenne un importante baritono come il padre, creando, a Roma nel 1900, il ruolo di Scarpia nella Tosca di Giacomo Puccini.
Giraldoni fu anche autore di due trattati di canto:
- Guida teorico-pratica ad uso dell'artista-cantante, Bologna, 1864 (un'edizione rivista ed ampliata fu pubblicata nel 1884)
- Compendium, Metodo analitico, filosofico e fisiologico per la educazione della voce, Milano, Ricordi, 1889